# ARPP19
ARPP19 (англ. CAMP regulated phosphoprotein 19) – білок, який кодується однойменним геном, розташованим у людей на короткому плечі 15-ї хромосоми. Довжина поліпептидного ланцюга білка становить 112 амінокислот, а молекулярна маса — 12 323.
| 10         |  | 20         |  | 30         |  | 40         |  | 50         |
| ---------- |  | ---------- |  | ---------- |  | ---------- |  | ---------- |
| MSAEVPEAAS |  | AEEQKEMEDK |  | VTSPEKAEEA |  | KLKARYPHLG |  | QKPGGSDFLR |
| KRLQKGQKYF |  | DSGDYNMAKA |  | KMKNKQLPTA |  | APDKTEVTGD |  | HIPTPQDLPQ |
| RKPSLVASKL |  | AG         |  |            |  |            |  |            |

A: Аланін

D: Аспарагінова кислота

E: Глутамінова кислота

F: Фенілаланін

G: Гліцин

H: Гістидин

I: Ізолейцин

K: Лізин

L: Лейцин

M: Метіонін

N: Аспарагін

P: Пролін

Q: Глутамін

R: Аргінін

S: Серин

T: Треонін

V: Валін

Кодований геном білок за функцією належить до фосфопротеїнів. 
Задіяний у таких біологічних процесах, як клітинний цикл, поділ клітини, мітоз, ацетилювання, альтернативний сплайсинг. 
Локалізований у цитоплазмі.